# La Vierge du chancelier Rolin
Pour le groupe de musique, voir La Vierge du chancelier Rolin (groupe).
Le Chancelier Rolin en prière devant la Vierge, dit La Vierge du chancelier Rolin ou Vierge d'Autun, est un tableau peint vers 1435 par le peintre primitif flamand Jan van Eyck pour Nicolas Rolin, chancelier du duc de Bourgogne Philippe le Bon. Il est conservé depuis 1805 au musée du Louvre.

## Histoire
Le tableau, exécuté vers 1435, est un ex-voto, peint à l'huile sur bois, de 66 cm de haut et 62 cm de large. Il est initialement présenté dans la chapelle Saint-Sébastien de l'église Notre-Dame-du-Châtel d'Autun (située près de la cathédrale Saint-Lazare et détruite à la Révolution), une église où sont enterrés les membres illustres de la famille du commanditaire Nicolas Rolin, chancelier du duc de Bourgogne, et où il fut baptisé. En dépit de la résistance des Autunois et de leurs interventions auprès de Lucien Bonaparte, ancien élève du collège d'Autun, puis de Talleyrand, le tableau, en exécution d'une décision du Directoire, rejoint les collections du musée du Louvre et perd son encadrement d'origine qui devait porter date et signature du peintre.
Le tableau bénéficie d'une restauration profonde entre 2021 et 2024.

## Thème
Il s'agit d'un thème de l'iconographie de la peinture chrétienne, une Conversation sacrée rassemblant personnages divins (Vierge et l'Enfant) et terrestres (donateur ou commanditaire) dans une même scène, où ils peuvent converser en partageant un espace commun bien qu'étant non contemporains, ce que révèlent leurs habits respectifs (habituellement la présence de saints sert d'intercession auprès des personnages divins).

## Composition

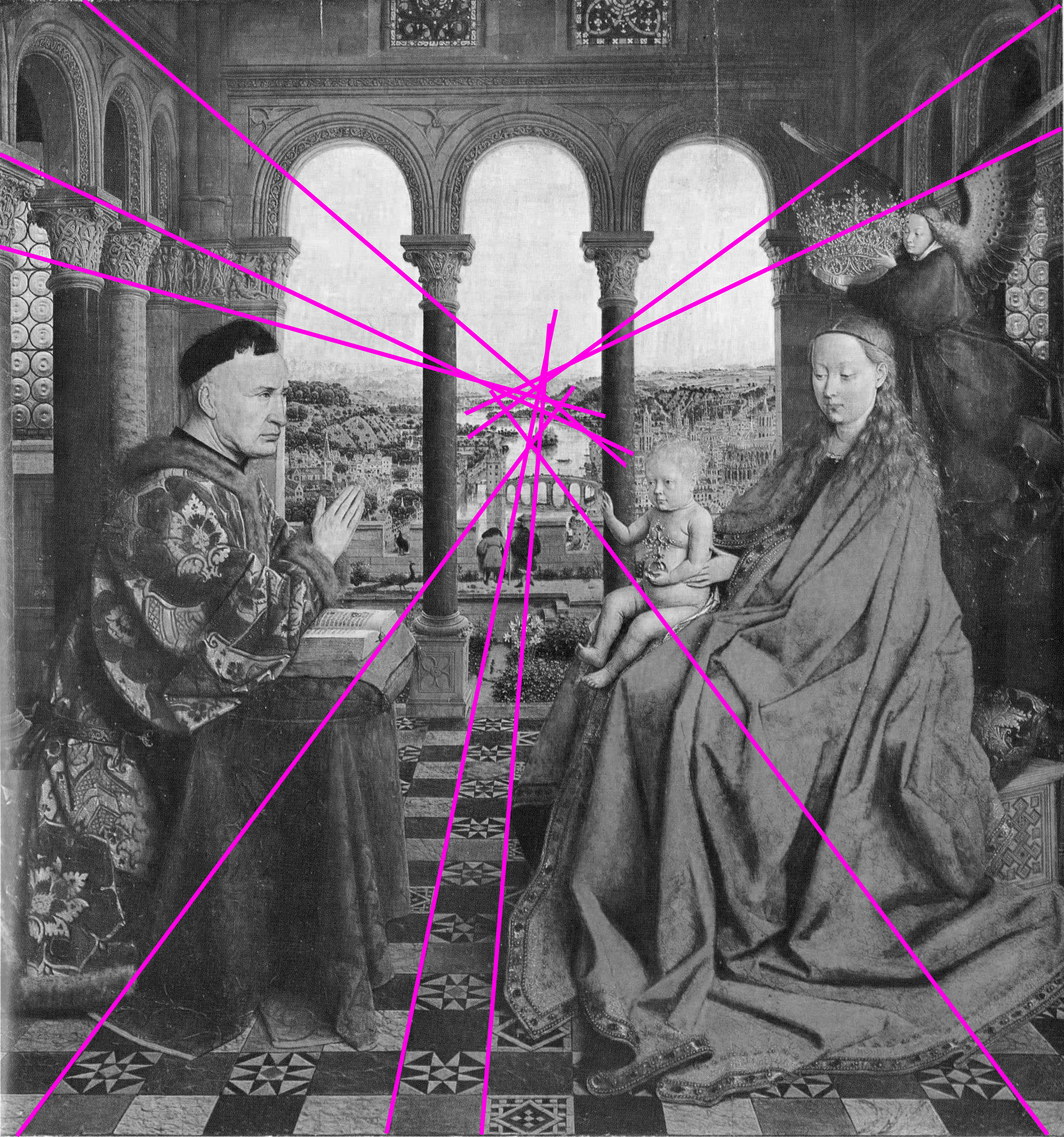
En raison d'une construction non-géométrique (empirique) de la perspective, les lignes de fuite ne convergent pas vers un point unique. La composition n'est donc pas redevable des règles d'Alberti, publiées un an plus tard dans De pictura (1436).

Deux personnages se font face dans le tableau : la Vierge, à droite (décoiffée), est assise de trois-quarts sur un coussin orné de motifs floraux posé sur un banc de marbre à motifs géométriques. Elle est enveloppée d'un manteau rouge galonné de perles et de joyaux. Un ange la surplombe et tient une couronne au-dessus de sa tête. En Vierge de sagesse, elle porte L'Enfant sur un genou, où il repose sur un linge blanc ; l'Enfant porte un globe surmonté d'une croix, symbole de l'Univers sur lequel la Vierge Marie porte le regard.
À gauche du tableau, le chancelier à la coiffure au bol, vêtu d'une robe de brocart d'or et de fourrure (tunique normalement réservée aux grands seigneurs de Bourgogne, que l'on retrouve presque à l'identique dans le portrait de Baudoin de Lannoy par van Eyck), est agenouillé sur un prie-dieu, les mains jointes, un livre ouvert entre les bras. Il regarde indistinctement le groupe divin dans son entier.
Une stricte perspective (sol carrelé avec étoiles à huit branches, colonnes chapiteaux, arcades) entoure la scène principale. La perspective est cohérente [source insuffisante], et obéit à la construction albertienne reposant sur des volumes construits par des fuyantes dirigées vers un point de fuite central posé sur une ligne d'horizon [réf. nécessaire] et Jan van Eyck associe divers lieux symboliques dans son espace : loggia, carrelage à damier, jardin, paysage :
Une scène lointaine dans un paysage, visible dans le fond dans l'axe de fuite, comporte tous les détails de la vie terrestre, activités, architecture, cité et pont sur un fleuve et de personnages, plusieurs animaux détaillés, comme une pie, un paon, des lapins sculptés sous les fûts des colonnes…
Diverses villes ont été proposées pour identifier l'arrière plan — Gand, Bruges, Genève, Maastricht, Utrecht, Lyon, Autun, Liège, Stein am Rhein, etc. — chacun y reconnaissant un beffroi, un pont, une cathédrale, etc. ; l'hypothèse la plus souvent retenue par la recherche est qu'il s'agit davantage d'une ville imaginaire, une cité idéale, une « synthèse de ville » de l'époque plutôt que d'une localité précise, un procédé qui n'est pas rare dans les tableaux contemporains.
On peut distinguer des scènes de l'Ancien Testament sur les chapiteaux des pilastres du fond à gauche : L'Expulsion du paradis, Le Sacrifice de Caïn et Abel, Dieu recevant l'offrande de ce dernier, Le Meurtre de Caïn, Noé dans l'arche et Noé recouvert par un de ses fils.

## Analyse
Une symétrie rigoureuse du cadre architectural et des personnages oppose le sacré et le profane : la Vierge à l'Enfant et le chancelier Nicolas Rolin. Cette opposition est répercutée dans le décor. Ainsi les bâtiments du paysage du fond sont, derrière le chancelier, les maisons et un monastère du pouvoir politique, et, derrière la Vierge, une cathédrale et les églises de la cité de Dieu. De même le jardin clos, s'il peut rappeler la pureté de la Vierge (hortus conclusus), peut aussi évoquer la richesse et la vanité avec la présence du paon.
La symbolique y prend sa place avec la pie (associée à la mort), le paon (au Christ car la chair de cet oiseau met du temps à se putréfier après sa mort, ou encore à la vanité des choses terrestres), les lapins (la Luxure écrasée par la Religion).
Les étoiles à huit branches du carrelage rappellent la Stella Matutina, l'étoile du matin qui donne naissance au jour (et la Vierge au Christ).
La Vierge porte le regard sur la croix portée par son fils, préfiguration de son supplice. L'Enfant repose sur un linge blanc figurant également son futur suaire.
L'Enfant, qui adresse sa bénédiction au chancelier, ne porte pas son regard vers lui : il s'agit d'un repentir exigé par le commanditaire par humilité comme peut le montrer une analyse infrarouge du tableau. Jan van Eyck, peintre de cour au service de Philippe le Bon, duc de Bourgogne, est en effet constamment soumis aux exigences de son client.
Cette bénédiction est mise en scène par une composition savante articulant les plans de l'espace réel et de l'espace suggéré :
La main du Christ est placée sur la ligne de composition qui présente le pont, élément de communication à vocation symbolique.
En effet, l'œuvre votive est également la célébration de l'action politique de Rolin sur le royaume de Bourgogne. Le chancelier avait conduit le royaume de France à signer le traité d'Arras qui octroyait de nombreuses terres à la Bourgogne mais aussi réparation d'un outrage du royaume de France envers le royaume de Bourgogne par l'édification d'une croix.
Une croix miniature est visible sur le pont dans l'arrière plan. Ainsi en plaçant le geste du Christ devant le pont pour suivre son contour, Van Eyck crée une association d'idées hautement symbolique : la croix placée dans la zone de fuite sur l'axe central se trouve au cœur de la composition. Elle met en scène la communication entre le chancelier et le Christ et valorise l'action politique de Rolin placé sous le patronage du divin.
Le point de vue suggéré par l'artiste au spectateur impose une articulation symbolique du paysage entre premier et arrière-plan, confusion entre le geste du Christ et le pont sur lequel est dressée la croix. La complexité symbolique et plastique développe un sens profond qui dépasse la simple commande d'œuvre de dévotion. Les deux personnages de dos sont le peintre et son frère Hubert regardant le paysage, entre mondes divin et terrestre.
Cette œuvre respecte les innovations introduites par les primitifs italiens à la pré-Renaissance en mêlant humanisation des personnages (le chancelier et la Vierge ont la même taille), l'introduction du paysage et ses éléments terrestres dans une œuvre sacrée, et la révélation picturale de la complexité architecturale par une perspective cohérente (colonnes, sculptures, bâtiments au loin…).
Enfin, il n'est pas vain de revenir sur l'allégorie suggérée par le paysage, et la stricte séparation entre le pouvoir politique du Chancelier, figuré par la cité des hommes, et de l'autre la pureté ainsi que la grandeur de la cité de Dieu, vers laquelle ce pouvoir doit tendre. On peut y voir en ce sens une volonté du peintre d'amoindrir en une certaine façon le prestige de son commanditaire, puisqu'il est manifeste que jamais la cité des hommes qu'il représente n'atteindra la cité de Dieu, et que dès lors il se doit de tendre toujours vers cet archétype.
De surcroît, le fait que la toile soit profondément scindée par les colonnes, qui forment cette césure en triptyque, semble suggérer que c'est au travers de la seule Trinité (Père ; Fils ; Saint-Esprit) qu'il est envisageable de parvenir à une réelle amélioration de l'homme, et une sortie de celui-ci de son état, primaire, de nature. C'est à cette fin que le politique tend, et à celle-là seule.

### Médiagraphie
- Palettes : Miracle dans la loggia. La Vierge au chancelier Rolin (vers 1435) de Jan van Eyck (Bruges, vers 1376 – 1441) d'Alain Jaubert (1989), vidéo de 26 min, diffusion les 5 mars 1993 et 9 octobre 1998 sur La sept/FR3 / Arte (Éditions Montparnasse, 1989)

#### Monographies
- Corinne Louvet, Une méditation près d’un jardin : La Vierge au Chancelier Rolin de Jan Van Eyck, coll. « Les jardins du regard », Médiaspaul, Paris/Montréal, 2000 (OCLC 886237318).
- Albert Chatelet, Jean Van Eyck enlumineur. Les Heures de Turin et de Milan-Turin, Strasbourg, 1993 (OCLC 828199058).

#### Articles
- Georges Gaillard, « La « Vierge d' Autun » rendue à Liège par M. Jean Lejeune », Revue du Nord, no 157,‎ 1958, p. 71-74 (lire en ligne)
- A. Gillot, « Les tableaux enlevés à Autun par le gouvernement consulaire et ceux qu’il a donnés en compensation », dans Mémoires de la Société éduenne, tome 49, 1944, p. 73-114 (lire en ligne)
- Philippe Lorentz, « La Vierge du Chancelier Rolin par Jan Van Eyck », dans Le Faste des Rolin au temps des ducs de Bourgogne, Dossier de l’art, no 49, juillet 1998, Dijon, éditions Faton, p. 30–33 (OCLC 901165359).
- Philippe Lorentz, « Nouveaux repères chronologiques pour La Vierge du chancelier Rolin de Jan Van Eyck », Revue du Louvre, janvier 1992, p. 42–49.
- J. R. J. van Asperen de Boer et Molly Faries, « La Vierge au Chancelier Rolin de Van Eyck : examen au moyen de la réflectographie à l’infrarouge », Revue du Louvre, janvier 1990, p. 37-49.
- Hélène Adhemar, « Sur La Vierge du Chancelier Rolin de Van Eyck », dans Bulletin de l’Institut royal du patrimoine artistique, vol. 15, Bruxelles, 1975, p. 9–17.

#### Catalogues d'exposition
- 1966 : Dans la lumière de Vermeer, Paris, Musée de l'Orangerie, 24 septembre – 28 novembre 1966 (OCLC 563094230).
- Sophie Caron (dir.), Jan Van Eyck : la Vierge au Chancelier Rolin, Paris, coéditions musée du Louvre et éditions Liénart, 11 avril 2024 (ISBN 978-2-35906-430-8 et 978-2-35031-786-1) (Catalogue de l'exposition éponyme au musée du Louvre du 20 mars au 17 juin 2024)

#### Contexte
- Erwin Panofsky, Les Primitifs flamands, Paris, coll. « Bibliothèque Hazan », Hazan, 1992, rééd. 2003, 2010  (ISBN 208012630X).
- Brigitte Maurice-Chabard (textes réunis par), La Splendeur des Rolin. Un mécénat privé à la cour de Bourgogne, Paris, Société Éduenne / Picard, 1999 (OCLC 901293277).
- Erwin Panofsky, Peinture et dévotion en Europe du Nord à la fin du Moyen Âge, Paris, coll. « Idées et recherches », Flammarion, 1997 (OCLC 892247151).